# АБА плеј-оф 1973.
АБА плеј-оф 1973. године био је постсезонски турнир за сезону 1972/73. Америчке кошаркашке асоцијације. Турнир је завршен тако што је шампион Западне дивизије Индијана пејсер победио шампиона Источне дивизије Кентаки конолерсе, у седам утакмица, четири победе напрема три изгубљене у серији АБА финала.

## Квалификоване екипе

### Источна дивизија
1. Каролина кугарси
2. Кентаки колонелси
3. Вирџинија сквајерси
4. Њујорк нетси

### Западна дивизија
1. Јута старси
2. Индијана пејсерси
3. Денвер рокетси
4. Сан Дијего конквистадорси

## АБА плеј-оф 1973.
Тимови са три најбоља рекорда у АБА те године нису успели да освоје шампионат. Каролина кугарси су имали најбољи резултат у лиги са 57–27 (.679), једну утакмицу испред Кентаки колонелса (56–28, .667) у Источној дивизији. Звезде Јуте су биле прве у Западној дивизији са резултатом 55–29 (.655), четири утакмице испред Индијана пејсерса, који су освојили првенство лиге након што су поставили рекорд регуларне сезоне од 51–33 (.607).
Пејсерси су постали први тим који је освојио трећи АБА шампионат.
Колонелси су постали први тим који је изгубио две одвојене АБА шампионске серије. Серија је такође означила други пут у три године да су Колонелси изгубили АБА финале са 4 утакмице према 3, исто се догодило на крају АБА плеј-офа 1971. против Јута старса.
Две године након финала 1973. Колонелси и Пејсерси ће се поново састати на крају АБА плеј-офа 1975. године, када су најзад и Колонелси освојили шампионску серију.
Џорџ Мекгинис из Пејсерса био је најкориснији играч АБА плеј-офа.

## Рачва плеј−офа
|                  | Четвртфинале     | Четвртфинале      | Четвртфинале     |                  |                  | Полуфинале        | Полуфинале       | Полуфинале       |                  |                  | Финале                   | Финале                   | Финале                   |                          |                          |
|                  |                  |                   |                  |                  |                  |                   |                  |                  |                  |                  |                          |                          |                          |                          |                          |
|                  | Западна дивизија |                   |                  |                  |                  |                   |                  |                  |                  |                  |                          |                          |                          |                          |                          |
|                  | 1                | Јута старси*      | 4                |                  |                  |                   |                  |                  |                  |                  |                          |                          |                          |                          |                          |
|                  | 4                | Сан Дијего        | 0                |                  |                  | Западна дивизија  | Западна дивизија | Западна дивизија | Западна дивизија | Западна дивизија |                          |                          |                          |                          |                          |
|                  |                  |                   |                  |                  | 1                | Јута старси*      | 2                |                  |                  |                  |                          |                          |                          |                          |                          |
| Западна дивизија | Западна дивизија | Западна дивизија  | Западна дивизија |                  | 2                | Индијана пејсерси | 4                |                  |                  |                  |                          |                          |                          |                          |                          |
|                  | 4                | Денвер рокетси    | 1                |                  |                  |                   |                  |                  |                  |                  |                          |                          |                          |                          |                          |
|                  | 2                | Индијана пејсерси | 4                |                  |                  |                   |                  |                  |                  |                  | Западна/источна дивизија | Западна/источна дивизија | Западна/источна дивизија | Западна/источна дивизија | Западна/источна дивизија |
|                  |                  |                   |                  |                  |                  |                   |                  |                  |                  |                  | Зап−2                    | Индијана пејсерси        | 4                        |                          |                          |
|                  | Источна дивизија | Источна дивизија  | Источна дивизија | Источна дивизија | Источна дивизија |                   |                  |                  |                  |                  | Ист−2                    | Кентаки колонелси        | 3                        |                          |                          |
|                  | 1                | Каролина кугарси* | 4                |                  |                  |                   |                  |                  |                  |                  |                          |                          |                          |                          |                          |
|                  | 4                | Њујорк нетси      | 1                |                  |                  | Источна дивизија  | Источна дивизија | Источна дивизија | Источна дивизија | Источна дивизија |                          |                          |                          |                          |                          |
|                  |                  |                   |                  |                  | 1                | Каролина кугарси* | 3                |                  |                  |                  |                          |                          |                          |                          |                          |
| Источна дивизија | Источна дивизија | Источна дивизија  | Источна дивизија |                  | 2                | Кентаки колонелси | 4                |                  |                  |                  |                          |                          |                          |                          |                          |
|                  | 3                | Вирџинија скв.    | 1                |                  |                  |                   |                  |                  |                  |                  |                          |                          |                          |                          |                          |
|                  | 2                | Кентаки колонелси | 4                |                  |                  |                   |                  |                  |                  |                  |                          |                          |                          |                          |                          |

* Победник дивизије

Подебљан−  Победник серије

 Курзив − Екипа са домаћинском предношћу

## Западна дивизија
Шампион Западне дивизије за 1973. годину:  Индијана пејсерси

### Полуфиналне утакмице Западне дивизије
(1) Јута старси vs. (4) Сан Дијего конквистадорси:
Јута је победила у серији са 4-0
- Утакмица 1 @ Јута:  Јута 107, Сан Дијего 93
- Утакмица 2 @ Јута:  Јута 103, Сан Дијего 92
- Утакмица 3 @ Сан Дијего:  Јута 97, Сан Дијего 96
- Утакмица 4 @ Сан Дијего:  Јута 120, Сан Дијего 98

(2) Индијана пејсерси vs. (3) Денвер рокетси:
Индијана је победила и серији са 4-1
- Утакмица 1 @ Индијана:  Индијана 114, Денвер 91
- Утакмица 2 @ Индијана:  Индијана 106, Денвер 93
- Утакмица 3 @ Денвер:  Денвер 105, Индијана 94
- Утакмица 4 @ Денвер:  Индијана 97, Денвер 95
- Утакмица 5 @ Индијана:  Индијана 121, Денвер 107

### Финале Западне дивизије
(1) Јута старси vs. (2) Индијана пејсерси:
Индијана је победила и серији са 4-2
- Утакмица 1 @ Јута:  Јута 124, Индијана 107
- Утакмица 2 @ Јута:  Индијана 116, Јута 110
- Утакмица 3 @ Индијана:  Индијана 118, Јута 108
- Утакмица 4 @ Индијана:  Јута 104, Индијана 103
- Утакмица 5 @ Јута:  Индијана 104, Јута 102
- Утакмица 6 @ Индијана:  Индијана 107, Јута 98

## Источна дивизија
Шампион Источне дивизије за 1973. годину:  Кентаки колонелси
(1) Каролина кугарси vs. (3) Њујорк нетси:
 Каролина је победила и серији са 4-1
- Утакмица 1 @ Каролина:  Каролина 104, Њујорк 96
- Утакмица 2 @ Каролина:  Њујорк 114, Каролина 111 (Продужеци)
- Утакмица 3 @ Њујорк:  Каролина 101, Њујорк 91
- Утакмица 4 @ Њујорк:  Каролина 112, Њујорк 108
- Утакмица 5 @ Каролина:  Каролина 136, Њујорк 113

(2) Кентаки колонелси vs. (3) Вирџинија сквајерси:
 Кентаки је победио и серији са 4-1
- Утакмица 1 @ Кентаки:  Кентаки 129, Вирџинија 101
- Утакмица 2 @ Кентаки:  Вирџинија 109, Кентаки 94
- Утакмица 3 @ Virginia:  Кентаки 115, Вирџинија 113 (Продужетци)
- Утакмица 4 @ Virginia:  Кентаки 108, Вирџинија 90
- Утакмица 5 @ Кентаки:  Кентаки 114, Вирџинија 103

### Финале Источне дивизије
(1 Каролина кугарси vs. (2) Кентаки колонелси:
 Кентаки је победио у серији са 4-3
- Утакмица 1 @ Каролина:  Кентаки 113, Каролина 103
- Утакмица 2 @ Каролина:  Каролина 125, Кентаки 105
- Утакмица 3 @ Кентаки:  Кентаки 108, Каролина 94
- Утакмица 4 @ Кентаки:  Каролина 102, Кентаки 91
- Утакмица 5 @ Каролина:  Каролина 112, Кентаки 107
- Утакмица 6 @ Кентаки:  Кентаки 119, Каролина 100
- Утакмица 7 @ Каролина:  Кентаки 107, Каролина 96

## АБА финале
(2) Кентаки колонелси VS. (2) Индијана пејсерси:
Индијана је победила у серији са 4-3
- Утакмица 1 (28. април) @ Кентаки:  Индијана 111, Кентаки 107 (OT)
- Утакмица 2 (30. април) @ Кентаки:  Кентаки 114, Индијана 102
- Утакмица 3 (3. мај) @ Индијана:  Кентаки 92, Индијана 88
- Утакмица 4 (5. мај) @ Индијана:  Индијана 90, Кентаки 86
- Утакмица 5 (8. мај) @ Кентаки:  Индијана 89, Кентаки 86
- Утакмица 6 (10. мај) @ Индијана:  Кентаки 109, Индијана 93
- Утакмица 7 (12. мај) @ Кентаки:  Индијана 88, Кентаки 81

Била је то последња утакмица за Гаса Џонсона, који је уписао шест скокова и одиграо записану одбрану против Артиса Гилмора.
Четири члана Пејсерса су на крају ушла у Нејсмит кошаркашку кућу славних: Гас Џонсон (2010), Мел Данијелс (2012), Роџер Браун (2013) и Џорџ Мекгинис (2017), да би били заједно са главним тренером Бобијем Леонардом (2014) док су Колонелси имала три играча примљена у кућу славних, и то су били Ден Ајсел (1993), Артис Гилморе (2011) и Луи Дампијер (2015).
Џо Малони је напустио Колонелсе након завршетка серије и заменио га је Бејб Макарти.
| Шампиони АБА лиге за 1973.  |
| --------------------------- |
| Индијана пејсерси 3. титула |